# Marasmius
Genre
Marasmius (les Marasmes) est un genre de champignons basidiomycètes de la famille des Marasmiacées.
Leur nom, tiré du grec ancien μαρασμός, marasmos (« dessèchement »), fait allusion à leur capacité de se dessécher sur place pour reprendre leur aspect après réhydratation.
Il s'agit de champignons de petite taille, voire minuscules, généralement coriaces par temps sec, souvent hygrophanes. 

## Définition
Revêtement typiquement celluleux, à hyphes + - isodiamétriques, lisses ou en brosse, rarement clavées. Pas de poils superficiels remarquables. Espèce type: Marasmius rotula,
- Les espèces de la section Marasmius ont un collarium tubulaire distinct.
- Sous.-genre Alliacei : Espèces charnues ou élancées à odeur + - alliacée au moins avec l'âge ou la trituration; non greffées (à mycélium basal). Trame non dextrinoïde. Esp. type : M. alliaceus (Jacq.: Fr.) Fr.
- Section Odorati : odeur alliacée complexe, nette ou + - mêlée de poireau ou d'oignon. Habitat banal. Stature moyenne ou stipe non filiforme. Pleuros nulles.
- Section Sicci Singer: Cellules piléiques en  brosse + - digitée ou divericulée (type Sicci), à diverticules jusqu'à 4(5) x 1µm, parfois ramifiées. Esp. + - sylvatiques ou graminicoles à chap. sup. à (0,5) 1cm[4].
- Section Gliocephala (Mass.) Bon 2000 : Esp. pleurotoïdes ou excentrées, à lames pliciformes et trame gélifiée, non dextrinoïde. Habitat gen. sur plantes hygrophiles.Type Gliocephala epiphylla Mass. (non Marasmius epiphyllus Fr.[5])

44 espèces en Europe.
Le genre mondial comprend plusieurs centaines d'espèces, parmi lesquelles on peut citer :
- Marasmius alliaceus
- Marasmius candidus
- Marasmius cohaerens
- Marasmius limosus
- Marasmius oreades
- Marasmius purpureostriatus
- Marasmius rotula